# Ferdinand Hummel
Ferdinand Hummel (ur. 6 września 1855 w Berlinie, zm. 24 kwietnia 1928 tamże) – niemiecki kompozytor.

## Życiorys
Podstawy edukacji muzycznej otrzymał od ojca, który był flecistą w kapeli królewskiej. W wieku 7 lat zaczął występować publicznie, grając na harfie. Dzięki stypendium przyznanemu przez króla Wilhelma I w latach 1862–1864 studiował w Wiedniu pod kierunkiem Antonio Zamary. W latach 1864–1867 koncertował w Niemczech, krajach skandynawskich i Rosji. Od 1868 do 1871 roku uczył się w Neue Akademie der Tonkunst u Theodora Kullaka, Philippa Scharwenki i Richarda Wüersta. W latach 1871–1875 kształcił się w Königliche Hochschule für Musik und Komposition u Ernsta Rudorffa, Woldemara Bargiela i Friedricha Kiela. Grał na harfie w orkiestrze Benjamina Bilsego. W 1892 roku otrzymał posadę dyrygenta teatru królewskiego, a w 1897 roku nadwornego kapelmistrza.

## Wybrane kompozycje
(na podstawie materiałów źródłowych)

### Utwory orkiestrowe
- Grosse Fantasie na harfę i orkiestrę (1884)
- Koncert fortepianowy (1884)
- Symfonia D-dur (1908)

### Opery
- Mara (wyst. Berlin 1894)
- Angla (wyst. Berlin 1894)
- Ein treuer Schelm (wyst. Praga 1894)
- Assarpai (wyst. Gotha 1898)
- Sophie von Brabant (wyst. Darmstadt 1899)
- Die Beichte (wyst. Berlin 1900)
- Die Gefilde der Seligen (wyst. Altenburg 1917)